# روبرت تيلور
روبرت أنطوني تيلور (بالإنجليزية: Robert Taylor)‏: لاعب كرة قدم إنكليزي سابق (ولد 30 أبريل 1971) وهو حاليا يقوم بتدريب نادي ديس تاون في دوري المحافظات الشرقية لكرة القدم.

## وصلات خارجية
- روبرت تيلور على موقع قاعدة بيانات كرة القدم.إي يو (الإنجليزية)
- روبرت تيلور على موقع Soccerbase.com (لاعب) (الإنجليزية)